# دانيال ويليام وليامز
دانيال هيل وليامز (بالإنجليزية: Daniel Hale Williams)‏ (18 يناير 1856- 4 أغسطس 1931) جراح أمريكي عام، أجرى في عام 1893 أول جراحة ناجحة وموثقة للتامور في الولايات المتحدة لإصلاح الجرح. أسس مستشفى بروفيدنت في شيكاغو، وهو أول مستشفى غير تمييزي في الولايات المتحدة، وأسس أيضًا مدرسة تمريض مرتبطة بالأمريكيين من أصل أفريقي.
يشار إلى جراحة القلب في بروفيدنت، التي عاش بسببها مريضه لمدة عشرين عامًا، بأنها «أول جراحة قلب ناجحة» بحسب موسوعة بريتانيكا. في عام 1913 انتخِب وليامز عضوًا في الميثاق الأفريقي الأميركي الوحيد في كلية الجراحين الأميركية.

## الحياة المهنية
عندما تخرج دانيال هيل وليامز من ما يعرف اليوم بكلية الطب في جامعة نورث وسترن، افتتح عيادة خاصة وكان مرضاه من البيض والسود. ومع ذلك، لم يُسمح للأطباء السود بالعمل في المستشفيات الأمريكية. نتيجة لذلك، في عام 1891 أسس وليامز مستشفى بروفيدنت ومدرسة تدريب الممرضات في شيكاغو. جرى تأسيس هذا في الغالب لصالح المقيمين الأمريكيين من أصل أفريقي، لزيادة إمكانية حصولهم على الرعاية الصحية، ولكن دُمج موظفيها والمرضى من البداية.
في عام 1893 أصبح وليامز أول أمريكي من أصل أفريقي يسجل نجاحه في إجراء جراحة التامور لإصلاح الجرح. في 6 سبتمبر 1891 كان هنري دالتون أول أمريكي ينجح في إجراء جراحة التامور لإصلاح الجرح. أجريت عمليات جراحية ناجحة في وقت سابق لتصريف التامور، من خلال إجراء فغر التامور من قبل فرانسيسكو روميرو في عام 1801 ودومينيك جان لاري في عام 1810.
في 10 يوليو 1893 أصلح وليامز التامور الممزق لمريض جرح بسكين، وهو جيمس كورنيش. أدخِل كورنيش، الذي طعن مباشرة في الغضروف الضلعي الخامس الأيسر، في الليلة السابقة. قرر وليامز إجراء عملية جراحية في صباح اليوم التالي ردًا على استمرار النزيف، والسعال، وأعراض الصدمة «الواضحة». أجرى هذه الجراحة، دون الاستفادة من البنسلين أو نقل الدم، في مستشفى بروفيدنت، شيكاغو. لم يعلن عنها حتى عام 1897. اتخذ إجراء آخر لتصريف السائل. بعد نحو خمسين يومًا من الإجراء الأولي، غادر كورنيش المستشفى.
في عام 1893 أثناء إدارة الرئيس جروفر كليفلاند، عُين وليامز جراحًا رئيسًا لمستشفى فريدمان في واشنطن العاصمة، وهو المنصب الذي شغله حتى عام 1898. في ذلك العام تزوج من أليس جونسون، التي ولدت في المدينة وتخرجت من جامعة هوارد، وعادت إلى شيكاغو. بالإضافة إلى تنظيم مستشفى بروفيدنت، أسس وليامز أيضًا مدرسة تدريب للممرضات الأمريكيات من أصل أفريقي في المنشأة. في عام 1897 عُين في إدارة الصحة العامة في إلينوي حيث عمل على رفع المعايير الطبابة والمستشفيات.
كان وليامز أستاذًا للجراحة السريرية في كلية ميهاري الطبية في ناشفيل بولاية تينيسي، وكان جراحًا في مستشفى كوك كاونتي في شيكاغو. عمل على إنشاء المزيد من المستشفيات التي تقبل الأفارقة الأمريكيين. في عام 1895 شارك في تأسيس الجمعية الطبية الوطنية للأطباء الأمريكيين من أصل أفريقي، وفي عام 1913 أصبح العضو الأصلي، والطبيب الأمريكي الأفريقي الوحيد في كلية الجراحين الأمريكية. لكنه مات في غموض نسبي. كان منزل تقاعده في أيدل وايلد، ميشيغان، وهو مجتمع للسود.:269

## وصلات خارجية
- دانيال ويليام وليامز على موقع الموسوعة البريطانية (الإنجليزية)